# 晃来晃去的人
《晃来晃去的人》（英語：Dangling Man）是美国作家索尔·贝娄的第一部小说，由Vanguard Press出版于1944年。

## 情节
小说以日记的形式写成，中心是第二次世界大战期间，芝加哥一个名叫约瑟夫的年轻犹太人的生活，他与妻子和朋友的关系，他辞去工作，等待参军。他的日记是一种哲学的忏悔。结尾时他进入军队，希望军队生活能减轻他的痛苦。这本书与贝娄的第二部小说《受害者》一起，被视为索尔·贝娄的“学徒”作品。

## 评价
一些评论家，包括埃德蒙·威尔逊和肯尼思·费阿林，对这部小说缺乏明确的情节表示遗憾，但是称赞索尔·贝娄描绘了大萧条时期长大的一代美国知识分子的典型特征。《晃来晃去的人》可以被看作是一种多余人叙事，与伊万·谢尔盖耶维奇·屠格涅夫的《多余人日记》存在有趣的相似之处，并通过当代美国的经验，来探索19世纪俄罗斯文学的概念。